# Dancevoir
Dancevoir ist eine französische Gemeinde mit 197 Einwohnern (Stand: 1. Januar 2022) im Département Haute-Marne in der Region Grand Est; sie gehört zum Arrondissement Chaumont und zum Kanton Châteauvillain. 

## Geographie
Dancevoir liegt etwa 27 Kilometer südöstlich von Chaumont an der Aube. Umgeben wird Dancevoir von den Nachbargemeinden Latrecey-Ormoy-sur-Aube im Norden, Coupray im Nordosten, Aubepierre-sur-Aube im Osten und Südosten, Lignerolles im Süden, La Chaume im Süden und Südwesten, Boudreville im Westen sowie Veuxhaulles-sur-Aube im Westen und Nordwesten.
| Bevölkerungsentwicklung    | Bevölkerungsentwicklung | Bevölkerungsentwicklung | Bevölkerungsentwicklung | Bevölkerungsentwicklung | Bevölkerungsentwicklung | Bevölkerungsentwicklung | Bevölkerungsentwicklung | Bevölkerungsentwicklung |
| -------------------------- | ----------------------- | ----------------------- | ----------------------- | ----------------------- | ----------------------- | ----------------------- | ----------------------- | ----------------------- |
| Jahr                       | 1962                    | 1968                    | 1975                    | 1982                    | 1990                    | 1999                    | 2006                    | 2019                    |
| Einwohner                  | 325                     | 275                     | 240                     | 226                     | 238                     | 234                     | 251                     | 194                     |
| Quellen: Cassini und INSEE |                         |                         |                         |                         |                         |                         |                         |                         |

## Sehenswürdigkeiten
- Kirche Saint-Pierre-ès-Liens aus dem 13. Jahrhundert, seit 1990 Monument historique
- Haus Louis aus dem Jahr 1564
- Schloss

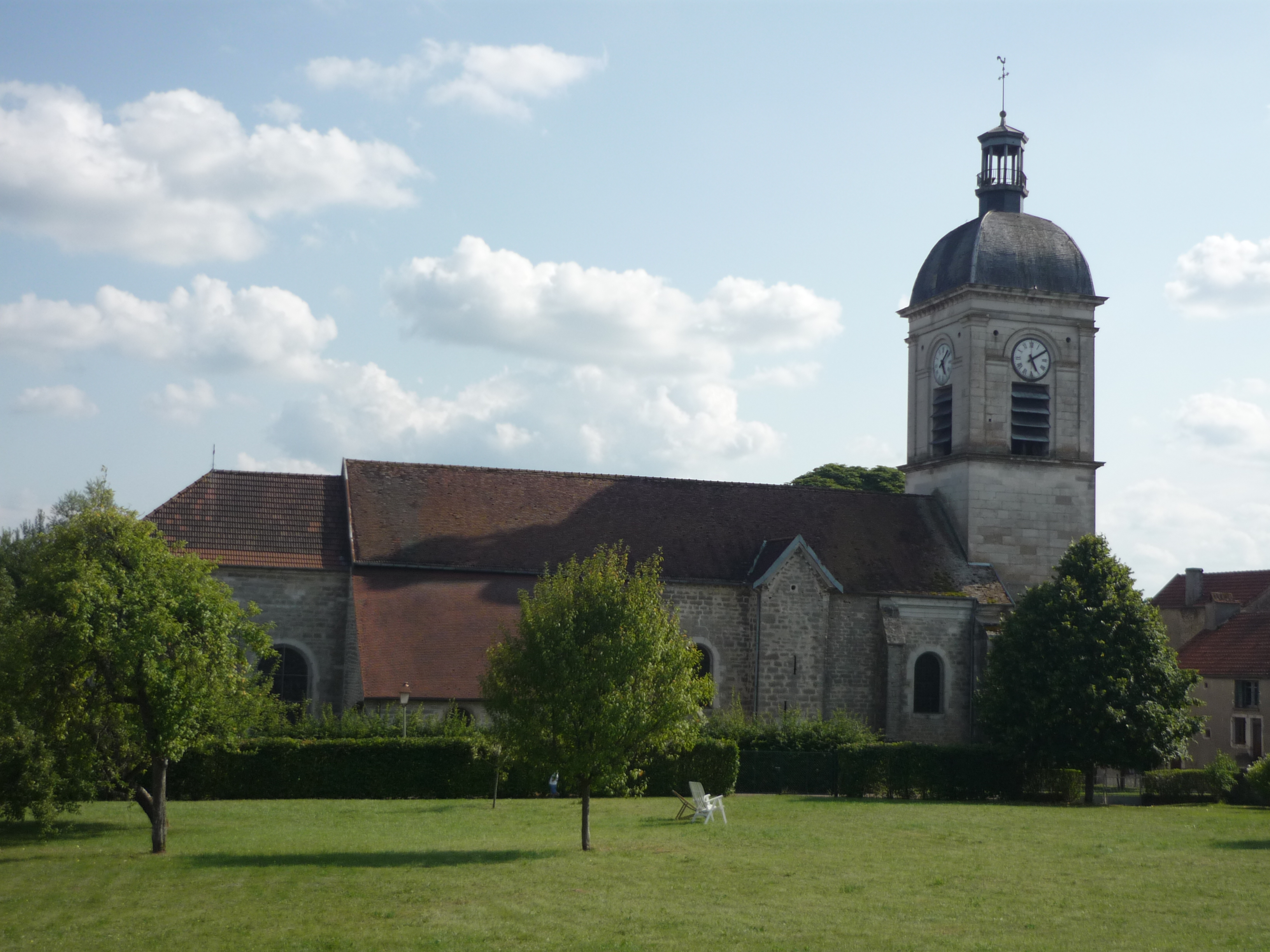
Kirche Saint-Pierre-ès-Liens
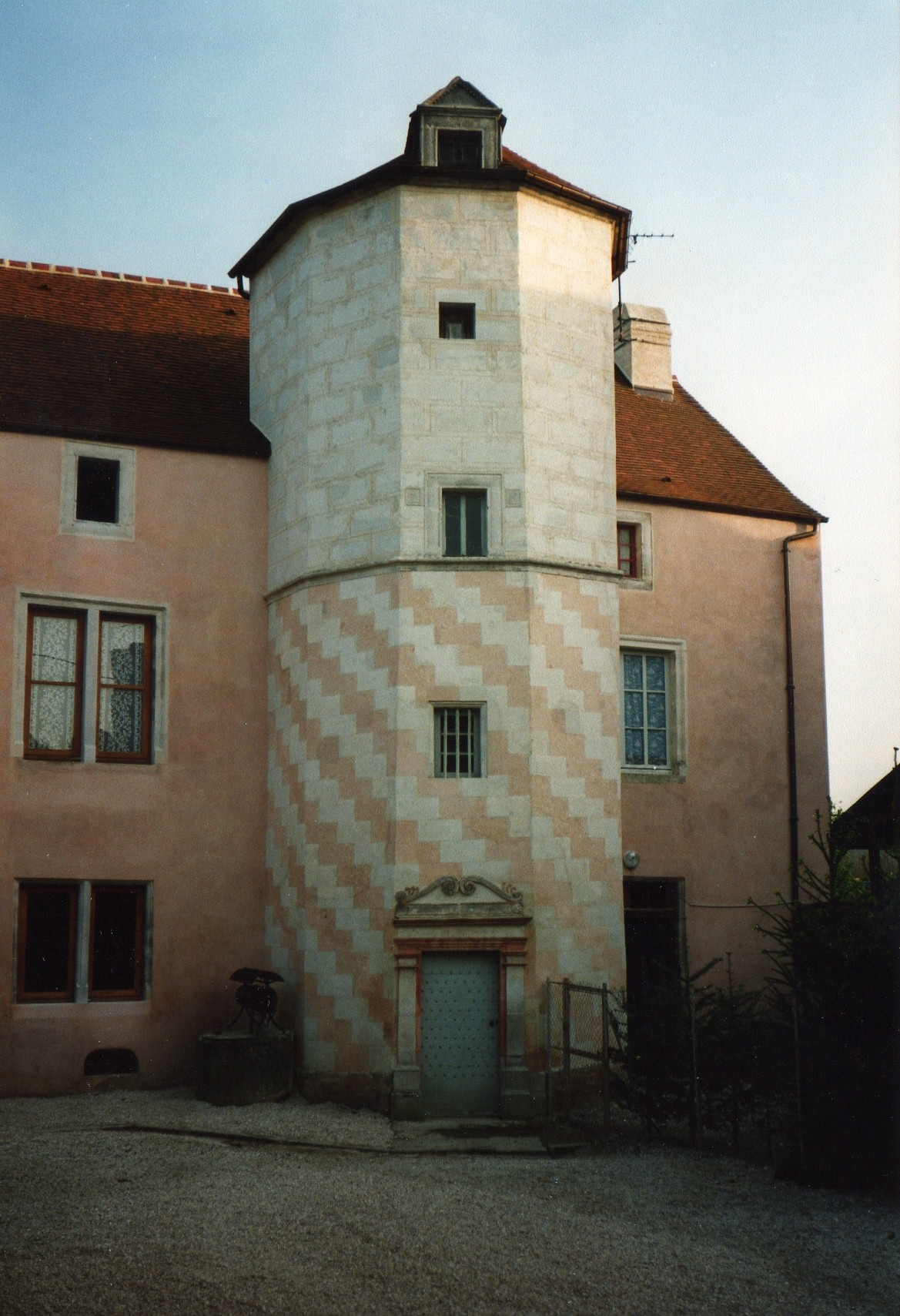
Haus Louis
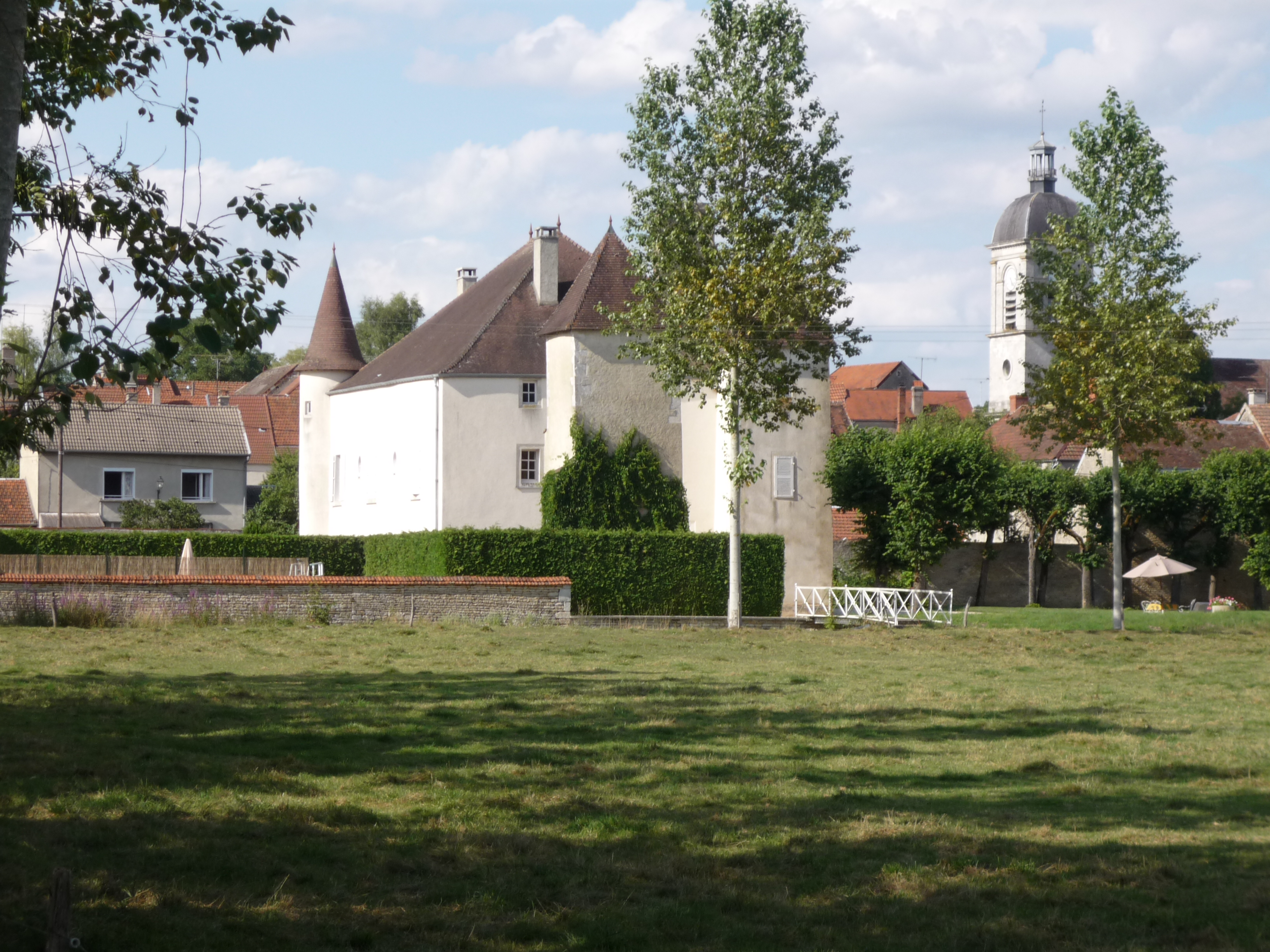
Schloss